# Đak Đoa, Gia Lai
Đak Đoa là xã thuộc tỉnh Gia Lai, Việt Nam.

## Địa lý
Thị trấn Đak Đoa nằm ở trung tâm huyện Đak Đoa, có vị trí địa lý:
- Phía đông giáp xã Tân Bình
- Phía tây giáp thành phố Pleiku
- Phía nam giáp xã A Dơk và xã Glar
- Phía bắc giáp xã Hneng.

Thị trấn có diện tích 21,21 km², dân số năm 2013 là 14.945 người, mật độ dân số đạt 705 người/km².

## Lịch sử
Thị trấn Đak Đoa trước đây vốn là thị trấn Mang Yang thuộc huyện Mang Yang, được thành lập vào ngày 6 tháng 12 năm 1990 trên cơ sở tách 670 ha diện tích tự nhiên và 3.600 người của xã Hneng theo Quyết định số 543/TCCP của Ban Tổ chức - Cán bộ Chính phủ.
Ngày 21 tháng 8 năm 2000, Chính phủ ban hành Nghị định số 37/2000/NĐ-CP. Theo đó, đổi tên thị trấn Mang Yang thành thị trấn Đak Đoa và chuyển thị trấn Đak Đoa về huyện Đak Đoa mới thành lập.
Ngày 29 tháng 12 năm 2013, Chính phủ ban hành Nghị quyết số 139/NQ-CP. Theo đó, điều chỉnh 1.217,21 ha diện tích tự nhiên và 4.223 người của xã Hneng, 369,05 ha diện tích tự nhiên và 1.492 người của xã Glar về thị trấn Đak Đoa quản lý.
Sau khi điều chỉnh địa giới hành chính, thị trấn Đak Đoa có 2.121,29 ha diện tích tự nhiên và 14.945 người.